# My Father Was a Madman
My Father Was a Madman – debiutancki album szwedzkiego zespołu psychobilly Hotrod Frankie wydany w 2006 roku. Jego tematyka odnosi się do potwora Frankensteina.

## Lista utworów
1. Rising out of the grave
2. Don´t waste my time
3. Alone in the woods
4. Out for blood
5. Darling angel
6. So you want to be god?
7. Showdown
8. Frankie intro
9. Parts of witch i´m made
10. Weddingtime
11. Dr Frankenstein: My dear father
12. Dark mountain